# Annals of Mathematics
Annals of Mathematics (ISSN 0003-486X), abreviada como Ann. of Math., y denominada con frecuencia simplemente como Annals, es una  revista científica especializada en matemáticas publicada, cada dos meses,  por la Universidad de Princeton y el Institute for Advanced Study. Fue fundada en 1884 y desde 1998 dispone de una versión electrónica.